# Félix José Hernández Valdés
Félix José Hernández Valdés (Camajuaní; 21 de febrero de 1949) es un escritor y profesor cubano exiliado que reside en París.

## Biografía
Habla y escribe en español, francés e italiano. Casado con la también cubana Marta Fernández Sardiñas. Ejerce como profesor de Geografía e Historia (1969-1980) y traductor e intérprete de italiano (1972-1980) en La Habana. Tras obtener el asilo político en 1981, Félix ejerce la enseñanza en diferentes Institutos de Segunda Enseñanza parisinos.
En 1994 obtiene una licenciatura en Lengua y Civilización Hispánica (Université Paris X Nanterre). Entre 1995 a 2010, trabajó como Profesor de Civilización de América Latina en l'Université Paris Est Marne-la-Vallée. Desde 1997 hasta julio de 2014, fue profesor de Español en el Lycée Sainte-Marie de Neuilly. Más de cuatro mil crónicas suyas han sido publicadas desde los años ochenta en diversas revistas y periódicos franceses, españoles, belgas y suecos fundamentalmente; además de todas las escritas a partir de los años noventa editadas directamente on- line en varios portales especializados en lo que concierne a Cuba.

## Reconocimientos y premios
Es miembro desde 2008 del Colegio Nacional de Periodistas de la República de Cuba en el Exilio y su delegado en Francia (Member of The National Journalists Association of Cuba in Exile) y desde 2011 se incorpora al Pen Club de Escritores Cubanos en el Exilio. Premio Internacional de Periodismo que otorga el Colegio Nacional de Periodistas de Cuba en el Exilio. Igualmente:
- Premio José María Heredia 2009 del Instituto Nacional de Periodismo Latinoamericano con sede en Los Ángeles, EE. UU.
- Premio Estocolmo de Periodismo Digital 2009, Categoría Cultura. Sociedad Académica Euro-cubana. Estocolmo, Suecia.[2]
- Premio de Prensa Madrid-La Habana 2009. Centro de Información y Documentación de Estudios Cubanos. Madrid. España.
- Premio Cubamatinal 2010 Madrid - La Habana al Periodismo Independiente, Sección Cultura. Otorgado en el Auditorio Joaquín Rodrigo de Aranjuez el 30 de septiembre de 2011, por el Centro de Información y Documentación de Estudios Cubanos (CENINFEC).
- Diploma de Reconocimiento, otorgado en Miami el 30 de mayo de 2013 por El Colegio Nacional de Periodistas de la República de Cuba en el Exilio, “por la meritoria labor en pro de los Derechos Humanos y la Libertad de Prensa en el mundo”.[3]

## Publicaciones
Colaboró entre 1986 y 1993 en las revistas francesas Est & Ouest, Horizons Nouveaux, La Quinzaine Universitaire, y en las revistas belgas Etudes Politiques y Association Atlantique Belge. Posteriormente fue redactor de la revista Les Cahiers d'Histoire editada por L’Institut d’Histoire Sociale de París. Sus Memorias de Exilio en 37 volúmenes, son narraciones surgidas inicialmente a partir de las cartas que escribía cada semana a su madre, Ofelia Valdés Ríos, contándole sus experiencias del exilio. Comenzaron a publicarse inicialmente en el portal Consejo Militar Cubano Americano. Actualmente pueden consultarse en el portal Cartas a Ofelia Cuban Heritage Collection, Otto G. Richter Library de Miami, Hemeroteca: Cartas a Ofelia de Cuba matinal y en la Iberia and Rio Section, Library of Congress, Washington, DC.